# Валерий Гергиев
Вале́рий Абиса́лович Ге́ргиев (на осетински: Гергити Абисали фурт Валери; на руски: Валерий Абисалович Гергиев) е световноизвестен съветски и руски диригент от осетински произход.
Той е художествен ръководител и генерален директор на Мариинския театър от 1988 г., главен диригент на Мюнхенската филхармония, от 2007 до 2015 г. ръководител на Лондонски симфоничен оркестър, декан на Факултета по изкуства на Санктпетербургския държавен университет, председател на Общоруското хорово общество, почетен консул на Люксембург в Санкт-Петербург.

## Биография

### Ранни години
Роден е на 2 май 1953 г. в Москва в осетинско семейство. Баща му, Абисал Заурбекович Гергиев, е военен, преподавател по тактика на висши командни курсове. Майка, Тамара Тимофеевна (Татаркановна) Лагкуева, по специалност е инженер по електроника. Има две сестри – Лариса и Светлана. Израства в град Орджоникидзе (днес Владикавказ), в Северна Осетия, където семейството се мести след демобилизацията на бащата. На 7 години постъпва да учи в музикалната школа на града. Отначало не го приемат, тъй като получава двойки по тестовете за музикален ритъм, памет и музикален слух. Но майка му успява да убеди ръководството на школата. Като дете мечтае да стане професионален футболист (и днес е страстен футболен фен). Освен футбол обича да се занимава с рисуване, математика, участва и печели в училищните олимпиади. Решава да се занимава с музика под впечатление от концертите на Святослав Рихтер и Мстислав Ростропович. Остава без баща, когато е на 13 години. През 1968 -1972 г. продължава музикалното си образование в отделение по пиано на училището по изкуства в Орджоникидзе (днес Владикавказкото училище по изкуства „Валерий Гергиев“). Там посещава и факултативния курс по симфонично дирижиране при главния диригент на Северо-Осетинския музикален театър Анатолий Брискин. 

### Кариера
През 1972 г. постъпва в Ленинградската консерватория, в клас по дирижиране на известния музикален педагог Иля Мусин. Още като студент побеждава на престижния международен конкурс за диригенти на Херберт фон Караян в Берлин (1976 г.). Същата година печели второ място на Всесъюзния конкурс за млади диригенти в Москва. 
След завършването на консерваторията през 1977 г. постъпва в Кировски театър като асистент на главен диригент. През 1978 г. за първи път застава сам на диригентския пулт и дирижира операта на Сергей Прокофиев „Война и мир“.
От 1981 до 1985 г. Гергиев ръководи Държавен симфоничен оркестър на Армения, през 1988 г. става главен диригент на Кировския театър.
От началото на 1990-те години често изнася концерти в чужбина. През 1992 г. има дебют в Метрополитън опера с операта на Джузепе Верди „Отело“, след което многократно участва като поканен диригент. От 1995 до 2008 г. заема поста на главен поканен диригент на Ротердамска филхармония. От 2007 до 2015 г. е главен диригент на Лондонски симфоничен оркестър. От 2015 г. ръководи оркестъра на Мюнхенската филхармония.
През 2010 г. научният съвет на Санктпетербургски държавен университет избира Гергиев за декан на новия факултет по изкуства. През 2013 г. е избран за председател на Общоруското хорово общество. 
От 2011 г. е начело на организационния комитет на международния конкурс „Чайковски“. 

### Обществена активност
Валерий Гергиев съдейства през 2001 г. на руското гробище кладбище Сент-Женевиев-де-Буа (cimetière communal de Sainte-Geneviève-des-Bois) да бъде издигнат паметник на гроба на Гайто Газданов – руски писател-емигрант от осетински произход.
През 2003 г. по инициатива на маестрото се учредява благотворителна фондация „Фонд Валерия Гергиева“. Целта на фондацията е благотворителна дейност в сферата на музикалното изкуство, култура, образование. Фондацията се стреми да съхранява и популяризира музиката на руските композитори, подкрепя талантливите млади музиканти, работи за усилването на културното влияние на Русия в света, участва в изграждането на обектите от социално-културната сфера, организира концерти за събиране на хуманитарна помощ за нуждаещите. 
На 21 август 2008 г. оркестърът на Мариинския театър под управление на Валерий Гергиев изнася концерт на площада в центъра на Цхинвали, посветен на паметта на жертвите сред мирното население във войната с Грузия . Преди началото на концерта Гергиев изнася кратка реч на руски и английски, в която описва трагизма на ситуацията и изказва съжаление, че светът не знае цялата истина за войната:
„...Световната общност твърди, че руснаците са влезли в Грузия? Но никой не казва, че хиляди хора са били погребани живи в спящия град! И какво, да се бие с танкове по деца – това ли е доблестта на мъжа-воин в Кавказ?! Това е позор!...“.
Участва с оркестъра на Мариинския театър в церемонията по закриването на зимни Олимпийски игри във Ванкувър (2010) и в церемониите по откриването и закриването на зимни Олимпийски игри в Сочи.
На 6 февруари 2012 г. официално се регистрира като доверено лице на кандидатстващ за президент и действащ по това време като премиер министър на Русия Владимир Путин.
На 11 март 2014 г. подписва писмото на културните дейци на Руската Федерация в подкрепа на външната политика на Русия и Путин по отношение на Украйна. Това участие на Гергиев предизвиква в Мюнхен и в Мюнхенската филхармония спорове относно предоставяне на възможността той да ръководи оркестъра..
През май на 2016 г. оркестърът на Мариинския театър под управление на Валерий Гергиев изнася концерт в амфитеатъра на освободения от терористи сирийски град Палмира. Концертът се посвещава на паметта на екзекутирания от терористите пазител на Палмира Халед Асаад и загиналия при освобождаването на града руски офицер и герой на Руска Федерация Александър Прохоренко. 

## Творчество
По време на първия сезон на поста на главен диригент на оркестъра на Мариинския театър организира фестивал, посветен на оперите на Модест Мусоргски. Успехът при провеждането му дава начало на традицията на тематичните фестивали, ръководени от Гергиев. Те се посвещават на юбилеите на големите руски композитори Пьотър Чайковски (1990), Сергей Прокофиев (1991), Николай Римски-Корсаков (1994). Юбилейните фестивали продължават с честването на 100-годишнината на Дмитрий Шостакович (2006), 175-годишнината на Пьотър Чайковски (2015), 125-годишнината на Сергей Прокофиев (2016). Фестивалите разширяват запознанството на публиката с творчеството на композиторите, като наред с популярните партитури представят техните малко известни или никога неизпълнявани произведения.
От 1993 г. ръководи международния музикален фестивал „Белите нощи“ в Санкт Петербург. През 2002 г. маестрото организира и става художествен ръководител на московския Великденски фестивал. Основател и ръководител е на редица други престижни международни музикални фестивали: „Гергиев-фестивал“ в Ротердам, фестивал в Микели, „360 градуса“ в Мюнхен. Сред значимите проекти на Гергиев е възстановяването на сцената на Мариински тетралогията на Рихард Вагнер „Пръстенът на Нибелунгите“. През 1997 г. звучи отсъствалият над 80 години от руската сцена „Парсифал“, 1999 г. се възражда „Лоенгрин“, а през 2003 г. е представена цялата оперна тетралогия. Това цялостно изпълнение в Русия се случва след почти стогодишно прекъсване и е първо в Русия на езика на оригинала. Тетралогията има голям успех при турнетата на Мариинския театър в Москва и чужбина (САЩ, Южна Корея, Япония, Великобритания и Испания).
Под управление на Валерий Гергиев оркестърът на Мариинския театър излиза на ново ниво, при което наред с оперни и балетни партитури включва в своите представления голям симфоничен репертоар – всичките симфонии на Бетховен, Брамс, Чайковски, Малер, Сибелиус, Прокофиев, Шостакович, творбите на Берлиоз, Брукнер, Римски-Корсаков, Р. Штраус, Скрябин, Рахманинов, Стравински, Месиен, Дютийо, Галина Устволская, Шчедрин, Канчели и други композитори.
Под ръководството на Гергиев Мариинският театър се трансформира в голям театрално-концертен комплекс. През 2006 г. се открива Концертният зал, 2013 г. – втората театрална сцена (Мариински-2), от 1 януари 2016 г. във Владивосток се открива филиалът на театъра (Приморска сцена). Използва медии, провежда онлайн предавания на концертите, създава звукозаписна студия „Мариинский“. 
Много работи с млади музиканти. Редовно участва с младежки оркестри на фестивалите в Шлезвиг-Холщайн, Вербие и Тихоокеанския музикален фестивал в Сапоро. От 2015 г. Мариинският театър организира всяка година фестивал „Мариинский NEXT“, в който участват детските и младежките оркестри на Санкт Петербург. От 2013 г. маестрото ръководи Националния младежки оркестър на САЩ. 
Има много наситена и активна международна концертна дейност. Работи със Световния оркестър на мира, с филхармониите на Берлин, Париж, Виена, Ню Йорк, Лос Анджелес, със симфоничните оркестри на Чикаго, Кливланд, Бостън, Сан Франциско, Кралският оркестър Консертгебау (Амстердам) и други.
Диригентският стил на Гергиев се отличава с емоционалност и индивидуален прочит на партитурите. Дискографията му включва оперни спектакли, симфонични и концертни произведения, като специално внимание Гергиев отделя на популяризирането на творбите на руските композитори. Записът на балета „Ромео и Жулиета“ на Прокофиев с Лондонския симфоничен оркестър на компанията LSO live печели BBC Music Magazine Awards през 2010 г. в категория Оркестри и диск на годината през 2011 г. 

### Дискография

#### Балети
| Албум | Оркестър                                  | Музикален издател | Брой дискове | Година на издаване |
| --- | ----------------------------------------- | ----------------- | ------------ | ------------------ |
| PROKOFIEV: Romeo and Juliet (complete ballet) (Прокофиев: Ромео и Жулиета)                                                                                        | Оркестър на Кировски театър (Киров)       | Philips           | 2            | 1991               |
| PROKOFIEV: Romeo and Juliet (complete ballet) (Прокофиев: Ромео и Жулиета)                                                                                        | Лондонски симфоничен оркестър (LSO)       | LSO Live          | 2            | 2010               |
| RAVEL: Daphnis et Chloé (complete ballet) (with Pavane pour une infante défunte and Boléro) (Равел: Дафнис и Хлое (вкл. Павана за една покойна инфанта и Болеро)) | LSO                                       | LSO Live          | 1            | 2010               |
| STRAVINSKY: The Firebird (L'Oiseau de feu) (Complete ballet) (Стравински: Жар-Птица)                                                                              | Киров                                     | Philips           | 1            | 1998               |
| STRAVINSKY: The Rite of Spring (Le sacre du printemps) (with Scriabin's The Poem of Ecstasy) (Стравински: Пролетно таинство (вкл. Поема на екстаза на Скрябин))   | Киров                                     | Philips           | 1            | 2001               |
| TCHAIKOVSKY: The Sleeping Beauty (complete ballet) (Чайковски: Спящата красавица)                                                                                 | Киров                                     | Philips           | 3            | 1993               |
| TCHAIKOVSKY: The Nutcracker (complete ballet) (Чайковски: Лешникотрошачката)                                                                                      | Киров                                     | Philips           | 1            | 1998               |
| TCHAIKOVSKY: Swan Lake (complete ballet) (Highlights available separately) (Чайковски: Лебедово езеро)                                                            | Оркестър на Мариински театър (Мариинский) | Decca             | 2            | 2007               |

#### Опери
| Албум | Оркестър  | Музикален издател | Брой дискове | Година на издаване |
| --- | --------- | ----------------- | ------------ | ------------------ |
| BARTÓK: Bluebeard's Castle (Барток: Замъкът на херцога Синята Брада)                                                                | LSO       | LSO Live          | 1            | 2009               |
| BORODIN: Prince Igor (Бородин: Княз Игор)                                                                                           | Мариински | Philips           | 3            | 1995               |
| DONIZETTI: Lucia di Lammermoor (Доницети: Лучия ди Ламермур)                                                                        | Мариински | Mariinsky Live    | 2            | 2011               |
| GLINKA: Ruslan and Ludmila (Глинка: Руслан и Людмила)                                                                               | Мариински | Philips           | 3            | 1997               |
| MUSSORGSKY: Boris Godunov (1869 & 1872 version) (Мусоргски: Борис Годунов (версии от 1869 и 1872 г.))                               | Мариински | Philips           | 5            | 1999               |
| MUSSORGSKY: Khovanshchina (Мусоргски: Хованщина)                                                                                    | Мариински | Philips           | 3            | 1992               |
| PROKOFIEV: The Love for Three Oranges (Прокофиев: Любовта към трите портокала)                                                      | Мариински | Philips           | 2            | 2001               |
| PROKOFIEV: Semyon Kotko (Прокофиев: Семьон Котко)                                                                                   | Мариински | Philips           | 2            | 2000               |
| PROKOFIEV: The Gambler (Прокофиев: Играчът)                                                                                         | Мариински | Philips           | 2            | 1999               |
| PROKOFIEV: The Fiery Angel (Прокофиев: Огненият ангел)                                                                              | Мариински | Philips           | 2            | 1995               |
| PROKOFIEV: War and Peace (Прокофиев: Война и мир)                                                                                   | Мариински | Philips           | 3            | 1993               |
| PROKOFIEV: Betrothal in a Monastery (Прокофиев: Годеж в манастира)                                                                  | Мариински | Philips           | 3            | 1998               |
| RIMSKY-KORSAKOV: Sadko (Римски-Корсаков: Садко)                                                                                     | Мариински | Philips           | 3            | 1994               |
| RIMSKY-KORSAKOV: The Maid of Pskov (Римски-Корсаков: Псковитянка)                                                                   | Мариински | Philips           | 2            | 1997               |
| RIMSKY-KORSAKOV: The Legend of the Invisible City of Kitezh (Римски-Корсаков: Сказание за невидимия град Китеж и девицата Феврония) | Мариински | Philips           | 3            | 1999               |
| RIMSKY-KORSAKOV: Kashchey the Immortal (Римски-Корсаков: Кашчей Безсмъртни)                                                         | Мариински | Philips           | 1            | 1999               |
| RIMSKY-KORSAKOV: The Tsar's Bride (Римски-Корсаков: Царска невеста)                                                                 | Мариински | Philips           | 2            | 1999               |
| SHOSTAKOVICH: The Nose (Шостакович: Нос                                                                                             | Мариински | Mariinsky Live    | 2            | 2009               |
| STRAVINSKY: Oedipus rex (Comes with Ballet Les noces (Стравински: Цар Едип (заедно с балета Сватба)                                 | Мариински | Mariinsky Live    | 1            | 2010               |
| TCHAIKOVSKY: Pique Dame (Чайковски: Дама Пика)                                                                                      | Мариински | Philips           | 3            | 1993               |
| TCHAIKOVSKY: Mazeppa (Чайковски: Мазепа)                                                                                            | Мариински | Philips           | 3            | 1998               |
| TCHAIKOVSKY: Iolanta (Чайковски: Иоланта)                                                                                           | Мариински | Philips           | 2            | 1998               |
| VERDI: La Forza del Destino (1862 original version) (Верди: Силата на съдбата (оригинална версия от 1862 г.))                       | Мариински | Philips           | 3            | 1997               |
| WAGNER: Parsifal (Вагнер: Парсифал)                                                                                                 | Мариински | Mariinsky Live    | 4            | 2010               |

#### Оркестрови произведения
| Албум | Оркестър                  | Музикален издател | Брой дискове | Година на издаване |
| --- | ------------------------- | ----------------- | ------------ | ------------------ |
| BERLIOZ: Symphonie Fantastique, La Mort de Cléopâtre (Soprano: Olga Borodina) (Берлиоз: Фантастична симфония, Смъртта на Клеопатра)                                                                 | Виенска филхармония       | Philips           | 1            | 2003               |
| Бородин: Симфонии No. 1 и 2 | Ротердамска филхармония   | Polygram          | 1            | 1991               |
| DEBUSSY: Prélude à l'après-midi d'un faune, La Mer, Jeux (Дебюси: Следобедът на един фавън, Морето, Игри)                                                                                           | LSO                       | LSO Live          | 1            | 2011               |
| Малер: Симфония No. 1 | London Symphony Orchestra | LSO Live          | 1            | 2008               |
| Малер: Симфония No. 2 и No. 10 | LSO                       | LSO Live          | 2            | 2009               |
| Малер: Симфония No. 3 | LSO                       | LSO Live          | 2            | 2008               |
| Малер: Симфония No. 4 | LSO                       | LSO Live          | 1            | 2010               |
| Малер: Симфония No. 5 | LSO                       | LSO Live          | 1            | 2011               |
| Малер: Симфония No. 6 | LSO                       | LSO Live          | 1            | 2008               |
| Малер: Симфония No. 7 | LSO                       | LSO Live          | 1            | 2008               |
| Малер: Симфония No. 8 | LSO                       | LSO Live          | 1            | 2009               |
| Малер: Симфония No. 9 | LSO                       | LSO Live          | 1            | 2011               |
| MUSSORGSKY: Pictures at an Exhibition (Мусоргски: Картини от една изложба) | Виенска филхармония       | Philips           | 1            | 2002               |
| PROKOFIEV: Scythian Suite, Alexander Nevsky (Прокофиев: Скитска сюита, Александър Невски) | Мариински                 | Philips           | 1            | 2003               |
| Прокофиев: Всички симфонии (No. 1 – 7) (No. 4: версии от 1930 и 1947 г.) | LSO                       | Philips           | 4            | 2006               |
| Рахманинов: Симфония No. 2 | Мариински                 | Philips           | 1            | 1994               |
| Рахманинов: Симфония No. 2 | LSO                       | LSO Live          | 1            | 2010               |
| RIMSKY-KORSAKOV: Scheherazade, BORODIN: In the Steppes of Central Asia, BALAKIREV: Islamey (Римски-Корсаков: Шехерезада, Бородин: Из степите на Средна Азия, Балакирев: Исламей)                    | Мариински                 | Philips           | 1            | 2001               |
| Шостакович: Симфонии No. 4 – 9 |                           | Philips           | 5            | 2005               |
| Шостакович: Симфонии No. 1 и 15 | Мариински                 | Mariinsky Live    | 1            | 2009               |
| Шостакович: Симфонии No. 2 и 11 | Мариински                 | Mariinsky Live    | 1            | 2010               |
| Шостакович: Симфонии No. 3 и 10 | Мариински                 | Mariinsky Live    | 1            | 2011               |
| Шостакович: Симфонии No. 4, 5 и 6 | Мариински                 | Mariinsky Live    | 2            | 2014               |
| Шостакович: Симфония No. 7 „Ленинградска“ | Мариински                 | Mariinsky Live    | 1            | 2012               |
| Шостакович: Симфония No. 8 | Мариински                 | Mariinsky Live    | 1            | 2013               |
| STRAVINSKY: The Firebird – SCRIABIN: Prometheus (Стравински: Жар-птица, Скрябин: Прометей) | Мариински                 | Philips           | 1            | 1998               |
| STRAVINSKY: The Rite of Spring – SCRIABIN: The Poem of Ecstasy (Стравински: Пролетно таинство, Скрябин: Поема на екстаза)                                                                           | Мариински                 | Philips           | 1            | 2001               |
| Чайковски: Симфонии No. 4, 5, 6 | Виенска филхармония       | Philips           | 3            | 2005               |
| Чайковски: Симфония No. 5 | Виенска филхармония       | Philips           | 1            | 1999               |
| TCHAIKOVSKY: Symphony No. 6, Francesca da Rimini, Romeo and Juliet (Чайковски: Симфония No. 6, Франческа да Римини, Ромео и Жулиета)                                                                | Мариински                 | Philips           | 1            | 2000               |
| Чайковски: Увертюра 1812 и други | Мариински                 | Philips           | 1            | 1994               |
| TCHAIKOVSKY: 1812 Overture, Moscow Cantata, Marche Slave, Coronation March, Danish Overture (Чайковски: Увертюра 1812, кантата Москва, Славянски марш, Коронационен марш, увертюра на Датския химн) | Мариински                 | Mariinsky Live    | 1            | 2009               |

#### Оркестрови творби със солисти
| Албум | Солист             | Оркестър            | Музикален издател | Брой дискове | Година на издаване |
| --- | ------------------ | ------------------- | ----------------- | ------------ | ------------------ |
| BRAHMS & KORNGOLD: Violin Concertos (Брамс и Корнголд: Концерти за цигулка и оркестър)                                                        | Николай Знайдер    | Виенска филхармония | RCA Red Seal      | 1            | 2009               |
| Lang Lang: Liszt, My Piano Hero (LISZT: Piano Concerto No. 1) (Лист:Концерт за пиано и оркестър No. 1)                                        | Ланг Ланг          | Виенска филхармония | Sony              | 1            | 2011               |
| PROKOFIEV: Complete Piano Concertos (No. 1 – 5) (Прокофиев: Концерти за пиано и оркестър No. 1 – 5)                                           | Александър Торадзе | Мариински           | Philips           | 2            | 1998               |
| RACHMANINOV: Piano Concerto No.2, Rhapsody on a Theme of Paganini (Рахманинов: Концерт за пиано и оркестър No. 2, Рапсодия на тема Паганини)  | Ланг Ланг          | Мариински           | DG                | 1            | 2003               |
| RACHMANINOV: Piano Concerto No. 3, Rhapsody on a Theme of Paganini (Рахманинов: Концерт за пиано и оркестър No. 3, Рапсодия на тема Паганини) | Денис Мацуев       | Мариински           | Mariinsky Live    | 1            | 2010               |
| TCHAIKOVSKY & MIASKOVSKY: Violin Concertos (Чайковски & Мясковски: Концерти за цигулка и оркестър)                                            | Вадим Репин        | Мариински           | Philips           | 1            | 2003               |
| TCHAIKOVSKY: Variation on a Rococo Theme, PROKOFIEV: Sinfonia Concertante (Чайковски: Вариации на тема рококо, Прокофиев: Концертна симфония  | Готие Капюсон      | Мариински           | Virgin            | 1            | 2010               |

#### Вокални творби
| Албум                                                                   | Солист               | Оркестър  | Музикален издател | Брой дискове | Година на издаване |
| ----------------------------------------------------------------------- | -------------------- | --------- | ----------------- | ------------ | ------------------ |
| Tchaikovsky & Verdi Arias (Чайковски и Верди: Арии)                     | Дмитрий Хворостовски | Киров     | Philips           | 1            | 1990               |
| Tchaikovsky & Verdi Arias (Чайковски и Верди: Арии)                     | Галина Горчакова     | Киров     | Philips           | 1            | 1996               |
| Homage: The Age Of The Diva Почит: Епоха на дивата                      | Рене Флеминг         | Мариински | Decca             | 1            | 2007               |
| Russian Album (Руски албум)                                             | Анна Нетребко        | Мариински | DG                | 1            | 2006               |
| PROKOFIEV: Ivan The Terrible Cantata (Прокофиев: Кантата „Иван Грозни“) |                      | RPhO      | Philips           | 1            | 1998               |
| VERDI: Requiem (Верди: Реквием)                                         |                      | Киров     | Philips           | 2            | 2001               |

### Видеозаписи

#### DVD
- Valery Gergiev in Rehearsal and Performance
- 60 Minutes: The Wild Man of Music, 2004.
- Valery Gergiev Conducts the Vienna Philharmonic Orchestra in Prokofiev, Schnittke & Stravinsky, 2003.
- Verdi: La forza del destino, Marinsky Theatre Orchestra, 1998.
- Rimsky-Korsakov: Sadko, Kirov Opera, 2006.
- Puccini: Turandot, Vienna Philharmonic, 2006.
- Prokofiev: Betrothal in a Monastery, Kirov Opera, 2005.
- Shostakovich against Stalin, 2005.
- „All the Russias – a musical journey“: документален филм от пет части за традициите на руската музика.
- „Gergiev Conducts Brahms: Ein Deutsches Requiem“ Kringelborn, Kwiecien, Swedish Radio Choir, Rotterdam Philharmonic, 2008
- Tschaikovsky: Eugene Onegin; Dmitri Hvorostovsky, Renee Fleming, Ramon Vargas, Metropolitan Opera, 2007

#### VHS
- Mussorgsky: Boris Godunov, Kirov Opera, 1993.
- Tchaikovsky: Pique Dame, Kirov Opera, 1994.
- Tchaikovsky: Pique Dame, Acts 1 and 2, Kirov Opera, 1992.
- Mussorgsky: Kovanshchina, Kirov Orchestra, 1994.
- Prokofiev: Fiery Angel, Polygram Video, 1996.

## Семейство
- Баща – Абисал Заурбекович Гергиев
- Майка – Тамара Тимофеевна Лагкуева
- Сестри – Лариса Гергиева, Народна артистка на Русия и Украйна; Светлана Абисаловна Гергиева
- Супруга (от 1999 г.) – Наталия Дзебисова
- Деца – синове Абисал (род. 2000 г.) и Валерий (род. 2001 г.), дъщеря Тамара (род. 2003 г.).[23] Гергиев има дъщеря Наталия (род. 1985 г.) от Елена Остович. [24]

## Награди и звания
Държавни награди на Русия:
- Герой на труда на Руската Федерация (2013 г.) – за специални трудови заслуги пред държавата и народа [25]
- Орден „За заслуги пред Отечество“ III степен (2003 г.) – за изключителен принос в музикалната култура [26]
- Орден „За заслуги пред Отечество“ IV степен (2008 г.) – за голям принос в развитието на отечествено и световно музикално-театрално изкуство, многогодишна творческа дейност [27]
- Орден „Александър Невски“ (2016 г.) – за голям принос в развитието на отечествено и световно музикално-театрално изкуство, многогодишна творческа дейност [28]
- Орден на Дружба (2000 г.) – за специални заслуги при подготовка и провеждане на важни хуманитарни външнополитически акции[29]
- Медал „В памет на 300-годишнината на Санкт Петербург“ (2003 г.)
- Благодарност на Президента на Руската Федерация (2009 г.) – за провеждане на концерта на Големия симфоничен оркестър на Мариинския театър в подкрепа на жителите на град Цхинвали, пострадали в периода на грузино-осетинския конфликт [30]
- Държавна награда на Руската Федерация (1993 г.) – За програми на фестивалите, посветени на 150-годишнината на М. П. Мусоргски през 1989 г. и 100-годишнината на С. С. Прокофиев през 1991 г.
- Държавна награда на Руската Федерация (1998 г.) – За спектаклите на Държавния академичен Мариински театър „Парсифал“, „Летящият холандец“ на Р. Вагнер, „Лебедово езеро“ на П. И. Чайковски, „Симфония до мажор“ на Ж. Бизе, „Умиращият лебед“ на К. Сен-Санс
- Държавна награда на Руската Федерация за (2015 г.) – За изключителни достижения в областта на хуманитарна дейност
- Лауреат на наградата на Президента на Руската Федерация в областта на литература и изкуства за 2001 г. [31]

Ведомствени награди на Русия
- Медал „За освобождаване на Палмира“ (Министерство на отбрана на Русия, (2016 г.) [32]
- Награда на Министерството на отбрана на Руската Федерация в областта на култура и изкуство (2016 г.) – за културно-просветителски проекти [33]

Награди на регионите на Русия
- Медал „За доблестен труд“ (Татарстан) – за плодотворно сътрудничество с Република Татарстан, активно участие в реализацията на републикански проекти в областта на култура, за изключителен принос в развитието на отечественото и световното музикално изкуство [34]
- Орден „Слава Осетии“ (Северна Осетия-Алания) (2016 г.) – за изключителен принос в развитието на музикалното изкуство на Република Северна Осетия-Алания [35]
- Медал „Герой на Кузбас“ (Кемеровска област) (2014 г.) – за значителни заслуги и постижения в концертната и просветителската дейност, за голям личен принос в развитието и сохранението на класическото изкуство [36]

Чуждестранни награди
- Орден „Свети Месроп Мащоц“ (Армения, 2000 г.)
- Орден „За заслуги пред Италианска Република“ (Италия, 2001 г.) [37]
- Орден „Данакер“ (Киргизия, 2001 г.) [38]
- Медал „Данк“ (Киргизия, 1998 г.) [39]
- Орден „Нидерландски лъв“ (Нидерланди, 2005 г.)
- Орден „Княз Ярослав Мъдри“ V степен (Украйна, 2006 г.) – за съществен личен принос в развитието на културни връзки между Украйна и Руската Федерация, висок професионализъм и многогодишна плодотворна творческа дейност [40][41]
- Орден „За заслуги пред Федерална Република Германия“ (ФРГ, 2001 г.) – за личен принос за популяризацията на музиката на немските композитори
- Орден „Финландски лъв“ (Финландия, 2006 г.) [42]
- Орден на почетния легион (Франция, 2007 г.) [43]
- Орден на изкуства и литература (Франция)
- Орден „Изгряващото слънце“ със златни лъчи и лента (Япония, 2006 г.) [44]
- Орден „Уацамонг“ (Южна Осетия, (2009 г.) – за проявено мъжество и висок патриотизъм, неоценима помощ и поддръжка на народа на Южна Осетия в периода на ликвидация на последствията от грузинската агресии през август 2008 г. [45]
- Сребърен медал Валенсия (Испания, 2006 г.) – висшата награда на региона се присъжда на изключителен музикант Валерий Гергиев за големия принос в световното изкуство..[46]
- Медал „Pro Mikkeli“ (град Микели, Финландия, 2005 г.) [47]
- Медал „Йохан ван Олденбарнефелт“ (Ротердам, Нидерланди, 2008 г.) [10]
- Медал за заслуги в културата „Gloria Artis“ (Полша, 2011 г.) [48]
- Лауреат на наградата на Шведската кралска музикална академия „Polar Music Prize“ (2005 г.)
- Лауреат на наградата Херберт фон Караян (Баден-Баден, 2006 г.)
- Почетен знак на Президента на България за принос в развитието на духовността и българската култура (България, 2017 г.) [49]
- Орден „Св. св. Кирил и Методий“ първа степен (2017 г.)[50]

Църковни награди
- Орден „Свети благоверни княз Даниил Московски“ III степен (Руска православна църква, 2003 г.)
- Орден „Свети равноапостолен княз Владимир“ (Украинска православна църква, 2001 г.) [51]
- Медал „Преподобен Сергий Радонежки“ I степен (Руска православна църква, 2010 г.) [52]
- Орден „Свети благоверни княз Даниил Московски“ II степен (Руска православна църква, 2013 г.) [53]

Обществени награди
- Паметен златен медал „Маслиново клонче с брилиянти“ (Руско-Арменски (Славянски) държавен университет)[54]
- Петкратен лауреат на театралната награда на Русия „Златна маска“ (от 1996 до 2000 г.)
- Четирикратен лауреат театралната награда на Санкт Петербург „Златен софит“ (1997, 1998, 2000 и 2003 г.)
- Руска оперна награда „Casta diva“ за най-добър спектакъл „Парсифал“ (1998 г.)
- Лауреат на Царскоселска художествена награда (1999 г.)
- Лауреат на наградата „Дмитрий Шостакович“ (Фондация на Юрий Башмет, 1997 г.) [55]
- Лауреат на наградата на Фондацията за американо-руско културно сотрудничество (2006 г.)
- Международна награда „Сергей Рахманинов“ (2015 г.)

Звания
- Народен артист на Руската Федерация (1996 г.) – за големи заслуги в областта на изкуството
- Народен артист на Украйна (2004 г.) [56]
- Народен артист на Северна Осетия – Алания
- Заслужил деятел на Казахстан]] (2011 г.) [57]
- Почетен гражданин на Санкт Петербург (2007) [58]
- Почетен гражданин на Владикавказ (2003 г.)
- Почетен гражданин на Лион
- Почетен гражданин на Тулуза
- Звание „Диригент на годината“ (1994 г.) – решение на журито на международната организация „International Classical Music Awards“
- Звание „Артист на ЮНЕСКО в името на мира“ (2003 г.)
- Почетен доктор на Санктпетербургски държавен университет (2001 г.)
- Почетен професор на Московски държавен университет (2001 г.) [59]
- Почетен диригент на Ротердамски филхармоничен оркестър (2008 г.)[10]
- Почетен гражданин на Беломорск (2014 г.)
- Почетен доктор на науки Националната музикална академия „Проф. Панчо Владигеров (2017) [49]